# 1/2Diary
1/2Diary（ニブンノイチダイアリー）は、2023年7月から2024年1月までの約半年間限定で活動していた、日本の女性アイドルグループ。
楪みゆうのプロデュースで5人全員が元アイドルで構成される。通称、ニブイチ。

## 概要
2023年6月に、小鳥遊もか、りぃあん、枢乃萌愛、月乃りりか、楪みゆうで結成された。
グループ名は、活動が半年間限定のため、本来1年間で埋まる日記が半分だけ埋まるという意味で名付けられた。
2024年1月24日に白金高輪SELENE b2にて開催された「1/2Diary解散ライブ」にてその活動に幕を下ろし、解散となった。

## メンバー
| 名前                      | 愛称       | コール     | メンバーカラー   | 生年月日               | キャッチコピー                     | Twitter          | 備考                         |
| ------------------------- | ---------- | ---------- | ---------------- | ---------------------- | ---------------------------------- | ---------------- | ---------------------------- |
| 小鳥遊 もか たかなし もか | もかぴ     | もかぴ     | アイスグリーン   | 2001年2月16日（24歳）  | もかちゃんといっしょ！             | @nibuichi_moka   |                              |
| りぃあん りぃあん         | あんちゃん | りぃあん   | シャチクレモン   | 1999年5月9日（25歳）   | 大丈夫！あんりかわいいからっ       | @nibuichi_riian  | 兼広告代理店勤務の社畜会社員 |
| 枢乃 萌愛 くるの もあ     | もあちゃん | もあちゃん | プリンセスピンク | 2002年11月17日（22歳） | なんでもわがまま聞いてくれる？^_-♡ | @nibuichi_moa    |                              |
| 月乃 りりか つきの りりか | りり       | りりか     | ベビーブルー     | 2002年2月28日（23歳）  | よそ見禁止！りりだけみてて？♡      | @nibuichi_ririka |                              |
| 楪 みゆう ゆずりは みゆう | みゆゆん   | みゆう     | パールホワイト   | 1998年10月7日（26歳）  | キミ色に染めてほしいなっ ̫ ‹ ෆ      | @nibuichi_miyuu  | 兼プロデューサー             |

## 略歴
2023年
- 6月、楪みゆうのプロデュースのもと、楪みゆう、小鳥遊もか、月乃りりか、りぃあん、枢乃萌愛の５人で結成。
- 7月8日、赤羽ReNY alphaにてデビューライブを実施。SAI²RiumとNANIMONOとの３マンライブ。
- 8月11日、音楽配信サービスで「好きだよ、言わないけどね」「Shiny Feeling」「1.2.3でHigh Jump」「1/2Diary」の４曲サブスク解禁[7]。
- 9月10日、渋谷VIDENTにて開催された「にぶいちりうむ！！#2」で新曲「ねっちゅーしようよ」初披露。
- 9月17日、1/2Diary初となるMV「ねっちゅーしようよ」を公開[8]。
- 11月24日、白金高輪SELENE b2にて「1/2Diary 解散ライブ」が2024年1月24日に開催されることを公開[9]。
- 12月6日、「ねっちゅーしようよ」サブスク解禁[10]。
- 12月24日、aube shibuyaにて開催された「にぶいちりうむ！！＃４」で新曲「ねぇ、好きだね」初披露[11]。

2024年
- 1月24日、白金高輪SELENE b2にて「1/2Diary 解散ライブ[12]」が開催。
- 同日、新曲「いつかまた」初披露[13]。
- 2月9日、２曲目となるMV「ねぇ、好きだね」を公開。
- 4月11日、「ねぇ、好きだね」[14]「いつかまた」[15]サブスク解禁。
- 8月18日、「いつかまた」曲中ラストフレーズ「春がきて夏がくる その時また会おう」の通り『最強最高FES #2』にて一日限定復活[16]。

## ディスコグラフィー
- 好きだよ、言わないけどね[17]（2023年7月8日初披露 - 赤羽ReNY alpha、2023年8月11日サブスク公開）
- Shiny Feeling[18]（2023年7月8日初披露 - 赤羽ReNY alpha、2023年8月11日サブスク公開）
- 1.2.3でHigh Jump[19]（2023年7月8日初披露 - 赤羽ReNY alpha、2023年8月11日サブスク公開）
- 1/2Diary[20]（2023年7月8日初披露 - 赤羽ReNY alpha、2023年8月11日サブスク公開）
- ねっちゅーしようよ（2023年9月10日初披露 - 渋谷VIDENT、 2023年12月6日サブスク公開）
  - ミュージックビデオ[8]（2023年9月17日公開、YouTube）
- ねぇ、好きだね（2023年12月24日初披露 - aube shibuya、2024年4月11日サブスク公開）
  - ミュージックビデオ[21]（2024年2月9日公開、YouTube）
- いつかまた[22]（2024年1月24日初披露 - 白金高輪SELENE b2、2024年4月11日サブスク公開）